# گمینا ستانیسواووف
گمینا ستانیسواووف (به لهستانی:  Gmina Stanisławów) یک گمینا در لهستان است که در شهرستان مینسک واقع شده‌است. گمینا ستانیسواووف ۱۰۶٫۰۱ کیلومتر مربع مساحت و ۶٬۶۴۰ نفر جمعیت دارد.